# أسيابسران (شبخوسلات)
أسیابسران (بالفارسية: اسیابسران) هي قرية تقع في إيران في قسم شبخوسلات الريفي. يقدر عدد سكانها بـ 73 نسمة بحسب إحصاء 2016.